# Râul Bătătura Cailor
Râul Bătătura Cailor este un afluent al râului Cormoș. 

## Hărți
- Harta județului Harghita
- Harta județului Covasna
- Harta Munții Harghita  Arhivat în 20 iulie 2008, la Wayback Machine.